# Liste der Kulturdenkmäler in Oberdünzebach
Die folgende Liste enthält die in der Denkmaltopographie ausgewiesenen Kulturdenkmäler auf dem Gebiet des Ortsteils Oberdünzebach der  Stadt Eschwege, Werra-Meißner-Kreis, Hessen.
Hinweis: Die Reihenfolge der Denkmäler in dieser Liste orientiert sich an der Anschrift, alternativ ist sie auch nach der Bezeichnung, der vom Landesamt für Denkmalpflege vergebenen Nummer oder der Bauzeit sortierbar.
Kulturdenkmäler werden fortlaufend im Denkmalverzeichnis des Landes Hessen durch das Landesamt für Denkmalpflege Hessen auf Basis des Hessischen Denkmalschutzgesetzes (HDSchG) geführt. Die Schutzwürdigkeit eines Kulturdenkmals hängt nicht von der Eintragung in das Denkmalverzeichnis des Landes Hessen oder der Veröffentlichung in der Denkmaltopographie ab.

Das Vorhandensein oder Fehlen eines Objekts in dieser Liste ist keine rechtsverbindliche Auskunft darüber, ob es Kulturdenkmal ist oder nicht: Diese Liste entspricht möglicherweise nicht dem aktuellen Stand der offiziellen Denkmaltopographie. Diese ist für Hessen in den entsprechenden Bänden der Denkmaltopographie Bundesrepublik Deutschland und im Internet unter DenkXweb – Kulturdenkmäler in Hessen einsehbar. Auch diese Quellen sind, obwohl sie durch das Landesamt für Denkmalpflege Hessen aktualisiert werden, nicht immer aktuell, da es im Denkmalbestand immer wieder Änderungen gibt.
Eine verbindliche Auskunft erteilt allein das Landesamt für Denkmalpflege Hessen.
Nutze diese Kartenansicht, um Koordinaten in der Liste zu setzen. In dieser Kartenansicht sind Kulturdenkmale ohne Koordinaten mit einem roten bzw. orangen Marker dargestellt und können in der Karte gesetzt werden. Kulturdenkmale ohne Bild sind mit einem blauen bzw. roten Marker gekennzeichnet, Kulturdenkmale mit Bild mit einem grünen bzw. orangen Marker.

## Oberdünzebach
| Bild            | Bezeichnung                      | Lage                                    | Beschreibung | Bauzeit | Daten |
| --------------- | -------------------------------- | --------------------------------------- | --- | ------- | ----- |
| Bild gesucht BW | Gesamtanlage Oberdünzebach       | Lage                                    | Die Gesamtanlage liegt zwischen den Hausnummern Hauptstraße 34 bzw. 39 und der Insellage am südlichen Dorfende. |         |       |
| Bild gesucht BW | Kirche                           | Borngasse 2a LageFlur: 3, Flurstück: 42 | | 1732    |       |
| Bild gesucht BW | Fachwerkgebäude Borngasse 3      | Borngasse 3 Lage                        | |         |       |
| Bild gesucht BW | Winkelhofanlage Borngasse 13     | Borngasse 13 Lage                       | |         |       |
| Bild gesucht BW | Fachwerkwohnhaus Hauptstraße 36  | Hauptstraße 36 Lage                     | |         |       |
| Bild gesucht BW | Winkelhofanlage Hauptstraße 38   | Hauptstraße 38 Lage                     | |         |       |
| Bild gesucht BW | Hofanlage Hauptstraße 41         | Hauptstraße 41 Lage                     | |         |       |
| Bild gesucht BW | Spritzenhaus                     | Hauptstraße 47 Lage                     | |         |       |
| Bild gesucht BW | Winkelhofanlage Hauptstraße 48   | Hauptstraße 48 Lage                     | |         |       |
| Bild gesucht BW | Winkelhofanlage Hauptstraße 50   | Hauptstraße 50 Lage                     | |         |       |
| Bild gesucht BW | Hofanlage Hauptstraße 52         | Hauptstraße 52 Lage                     | |         |       |
| Bild gesucht BW | Winkelhofanlage Hauptstraße 54   | Hauptstraße 54 Lage                     | |         |       |
| Bild gesucht BW | Winkelhofanlage Hauptstraße 59   | Hauptstraße 59 Lage                     | |         |       |
| Bild gesucht BW | Fachwerkwohnhaus Hauptstraße 61  | Hauptstraße 61 Lage                     | |         |       |
| Bild gesucht BW | Fachwerkwohnhaus Hauptstraße 66  | Hauptstraße 66 Lage                     | |         |       |
| Bild gesucht BW | Wohnhaus Hauptstraße 67          | Hauptstraße 67 Lage                     | |         |       |
| Bild gesucht BW | Doppelwohnhaus Hauptstraße 68/70 | Hauptstraße 68/70 Lage                  | |         |       |
| Bild gesucht BW | Fachwerkwohnhaus Hauptstraße 73  | Hauptstraße 73 Lage                     | |         |       |
| Bild gesucht BW | Fachwerkwohnhaus Hauptstraße 76  | Hauptstraße 76 Lage                     | |         |       |
| Bild gesucht BW | Fachwerkwohnhaus Hauptstraße 85  | Hauptstraße 85 Lage                     | |         |       |
| Bild gesucht BW | Fachwerkwohnhaus Hauptstraße 89  | Hauptstraße 89 Lage                     | |         |       |